# جيمس كير (سياسي أمريكي)
جيمس كير (بالإنجليزية: James Kerr)‏ هو سياسي أمريكي، ولد في 24 سبتمبر 1790 بكنتاكي في الولايات المتحدة، وتوفي في 23 ديسمبر 1850 بمقاطعة جاكسون في الولايات المتحدة. انتخب عضو مجلس ولاية ميزوري وانتخب عضو مجلس نواب ولاية ميسوري.